# Ivi Adamu
Ivi Adamu (en grec: Ήβη Αδάμου) és una cantant xipriota. Va assolir la fama a Grècia i Xipre després de participar en la segona temporada de la versió grega del programa televisiu Factor X. Gràcies al concurs, va aconseguir un contracte amb la filial grega de Sony Music amb què va publicar el primer àlbum, Kalokeri Stin Kardia, que va esdevenir disc d'or.
Va ser el 2012, representant Xipre a Eurovisió, que va assolir la fama a escala europea. Va fer-ho amb la cançó La, la, love, amb què va resultar 16a a la final, que es va disputar a Bakú, a l'Azerbaidjan. Als Països Catalans la cançó s'ha popularitzat gràcies a sonar a emissores com Flaix FM o Ràdio Flaixbac.